# キリストの捕縛 (ヴァン・ダイク、マドリード)
『キリストの捕縛』（キリストのほばく、西: El Prendimiento de Cristo、英: The Betrayal of Christ）は、フランドルの画家アンソニー・ヴァン・ダイクによる1620年ごろの絵画で、画家の傑作に数えられる。この作品は『荊冠のキリスト』とともにピーテル・パウル・ルーベンスが所有していたが、その死後に両作品ともスペインのフェリペ4世に購入された。現在、本作は『荊冠のキリスト』とともにマドリードのプラド美術館に所蔵されている。画家はまた、ほぼ同時期に同じ主題の他の2つのバージョンを制作したが、それらは現在ブリストル市立博物館・美術館とミネアポリス美術館にある。

## 作品
本作の主題は、『新約聖書』の「マタイによる福音書」 (26章47-56)、「マルコによる福音書」 (14章43-50)、「ルカによる福音書」 (22章47-53)、「ヨハネによる福音書」 (18章3-12) から採られている。
ゲツセマネの園で3度目の祈りを捧げた後、イエス・キリストは「もうこれでよい。ときがきた」というと、弟子たちとともに帰路につく。その途中、イスカリオテのユダがユダヤの祭司やローマの兵士たちを伴って近づいてくる。ユダはイエスに近づくと、挨拶をして接吻した。ユダは、祭司や兵士たちに自分が接吻する相手がキリストであると教えていたのである。
たちまち、キリストは兵士たちに捕らえられた。この時、ペテロがキリストを逃がそうと、祭司の従者マルコに近づき、彼の片方の耳を切り落とした。これを見たキリストは「刃向わないように」と命じ、従者の耳を癒した。キリストは自身が捕縛されることは預言を成就するための過程であり、邪魔をしてはならないと命じたが、これを機に弟子たちは1人残らずキリストを置いて、逃げてしまうのだった。
画面の暗闇の中では、黄色い衣服に身を包んだユダが捕らえられる人を示すためにキリストに接吻している。ユダの動的な表現に対し、キリストは抵抗することもなく事態を静かに受け入れている。画面左下ではペテロが祭司の従者マルコの耳を切り落としており、その背後ではローマの兵士が執拗な暴力行為を繰り広げている。登場人物たちは様々な姿で描かれている。裏切るユダとそれを予知しながら受け入れるキリスト、予期せぬ恐ろしい出来事に驚き慌てる者、キリストを捕えようとする者などが持つ感情が彼らの動きに表現されている。その表現力の豊かさには、若いヴァン・ダイクの才能があふれている。
画家は視点を低くし、さらに光の起点を1つにした明暗の対比により、ユダがキリストを裏切る決定的な瞬間を劇的に演出している。強烈な色彩は、ヴェネツィア派絵画の影響である。

## ギャラリー

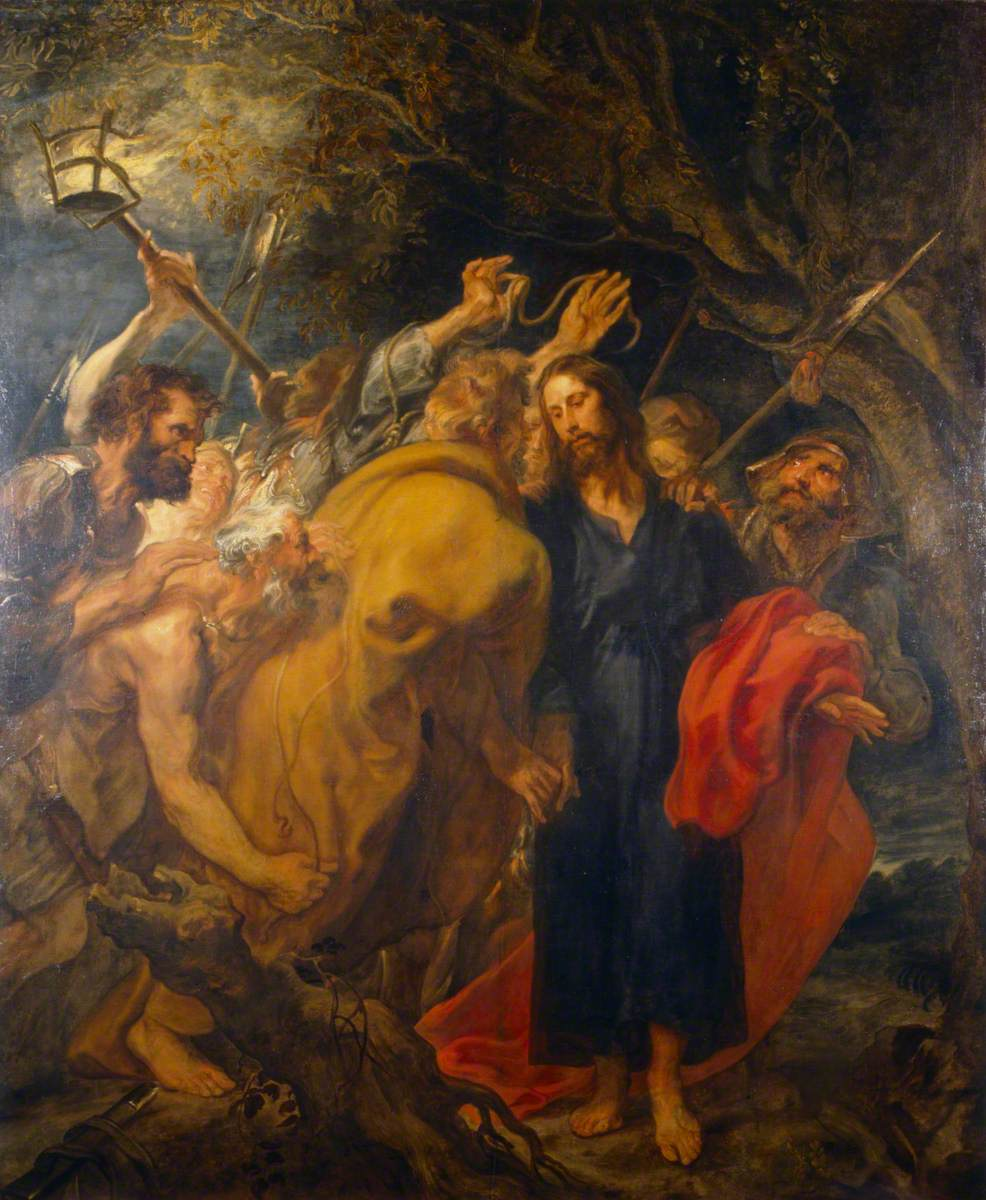
ヴァン・ダイク『キリストの捕縛』 (1618-1620年ごろ)、ブリストル市立博物館・美術館
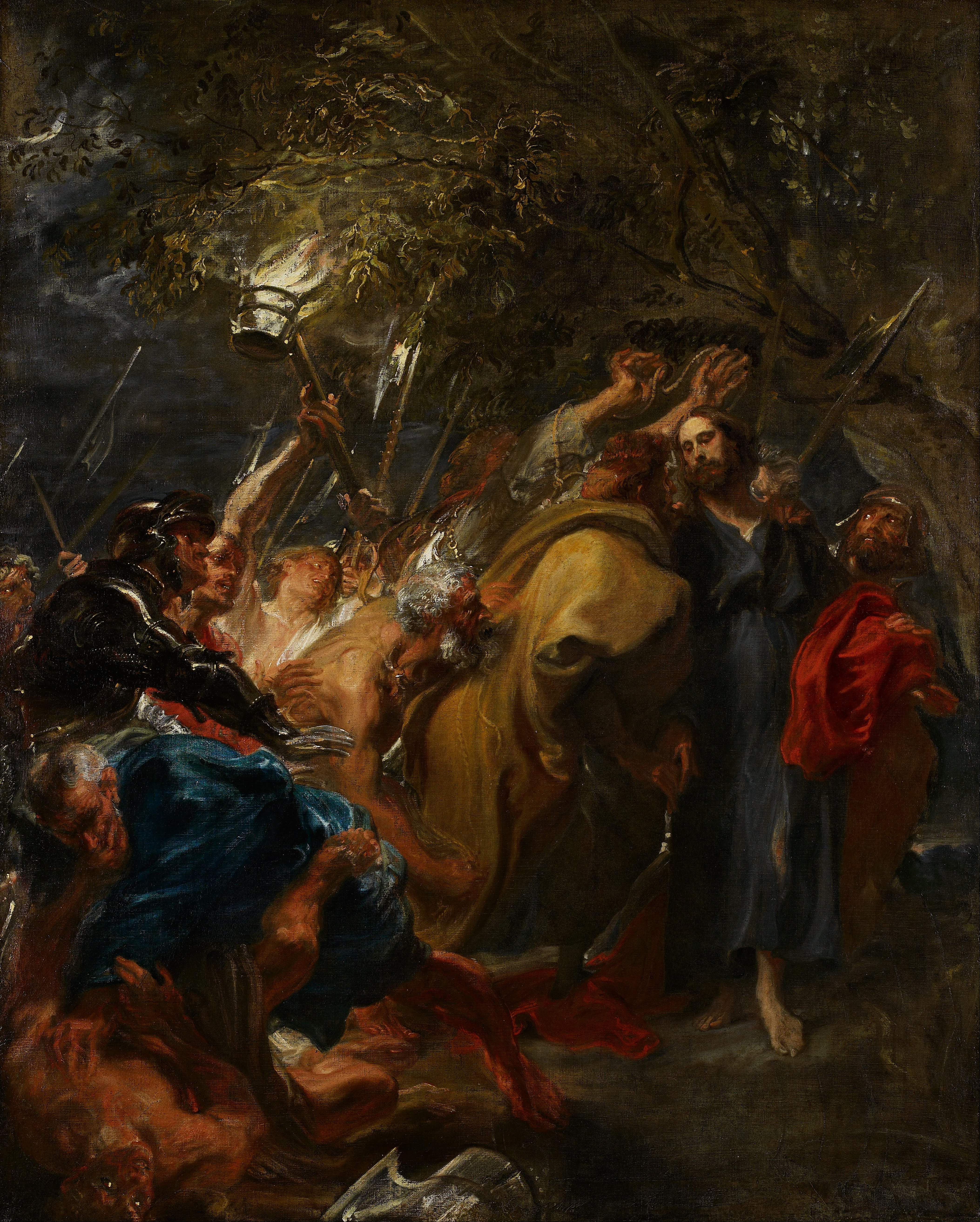
ヴァン・ダイク『キリストの捕縛』 (1620年)、ミネアポリス美術館